# 日立キャピタル
日立キャピタル株式会社（ひたちキャピタル、英：Hitachi Capital Corporation）は、かつて存在した日立グループの大手総合ファイナンス会社。東京都港区に本社を置いていた。
2020年9月24日に、三菱UFJリース（当時）との経営統合を発表。2021年4月1日に三菱UFJリースへ吸収合併され、三菱HCキャピタルとなった。

## 概要
日立製作所の家電販売のクレジット部門を前身としローン・クレジットに強みを持つ日立クレジットと、同じく日立系でリース事業を行なっていた日立リースが2000年に合併した。
リースを中心とした総合ファイナンス会社として、PPP・PFI事業やデータセンター・物流倉庫等の建物リースなどの社会インフラ事業、風力発電・メガソーラー・ESCO事業などの環境・再生可能エネルギー事業、いわゆるベンダーリースを中心としたベンダーファイナンス事業、乗用車・介護車両・建設機械等に対するオートリース・ローンなどの金融サービス、これらの保守・管理・運用等の総合的ソリューション提供を行うビークルソリューション事業、医療機器向けの金融サービスや医療機関への省コストソリューション提供などを行うヘルスケア事業、農業の生産・加工・流通・販売に係るファイナンスや6次産業化、省エネ・IT活用促進サービスなどを行うアグリ事業、電子記録債権・ファクタリング・販売金融などのファクタリング・販売金融関連事業、工場インフラに係る産業機械・建設機械のファイナンス、遊休地活用ソリューション提供などを行う産業機械・建設機械関連事業、海外におけるローン等の消費者向け関連事業を中心として、国内外で幅広い金融サービスを展開していた。
海外においては、ヨーロッパを主軸に、イギリス、ポーランド、オランダ、アメリカ、カナダ、中華人民共和国（香港、北京・上海）、シンガポール、タイ、マレーシア、インドネシアへ展開。「現地化」をテーマに、各国・各地域に即した金融サービスを提供している。各国現地法人の従業員、及びその取引先の9割以上を現地に置いており、グローバル・ローカリゼーションを徹底している点が特徴であった。イギリスにおいては、リテールファイナンスにおいてトップシェアを誇っていた。
日立グループの国内・海外展開における連携や、グループ会社を対象とするリース取引等、日立グループ金融サービスの中核企業と位置づけられていた。2013年4月に三菱UFJフィナンシャル・グループのベンダーリース会社であった日本ビジネスリース（現・日立キャピタルNBL）を完全子会社化したほか、2014年に日立製作所と共同出資で日立ウィンドパワーを設立、2016年に日立サステナブルエナジーを設立するなど、日立グループの金融パートナーとしての機能を強化していた。
2016年5月には、日立製作所、三菱UFJフィナンシャル・グループ、三菱東京UFJ銀行（現・三菱UFJ銀行）、三菱UFJリースとの間で、業務提携等に関する基本合意書を締結。5社間でインフラ事業に係るオープンな金融プラットフォームの構築を目指すこと、三菱UFJフィナンシャル・グループ及び三菱UFJリースが日立製作所が保有する日立キャピタルの一部株式を取得すること、日立キャピタルが三菱UFJリースの一部株式を取得することなどで基本合意した。
2016年10月に、三菱UFJフィナンシャル・グループが株式の23.01%を、三菱UFJリースが株式の4.20%（いずれも議決権所有割合）を、それぞれ日立製作所から取得した。これにより日立製作所の連結子会社ではなくなり、同社及び三菱UFJフィナンシャル・グループの持分法適用関連会社となった。
2020年9月24日、合併を通じた経営統合に向けて三菱UFJリース（当時）と契約を締結したことを発表。2021年3月30日付で東証1部上場を廃止し、三菱UFJリースを存続会社として吸収合併され、2021年4月1日に三菱HCキャピタル株式会社へ経営統合された。

## 沿革
- 1957年（昭和32年）9月 - 東京日立家庭電器月賦販売株式会社、大阪日立家庭電器月賦販売株式会社設立。
- 1960年（昭和35年）
  - 8月 - 日立月販株式会社設立。
  - 12月 - 東京、大阪、九州、名古屋の各日立家庭電器月賦販売株式会社を日立月販株式会社が吸収合併。
- 1969年（昭和44年）1月 - 商号を日立クレジット株式会社に変更。
- 1976年（昭和51年）12月 - 東京証券取引所市場第二部に上場。
- 1979年（昭和54年）9月 - 東京証券取引所市場第一部に上場。
- 2000年（平成12年）10月 - 日立リース株式会社を吸収合併し、商号を日立キャピタル株式会社に変更。
- 2003年（平成15年）
  - 4月 - カード事業を会社分割（分社型吸収分割）により日立カードサービス株式会社へ承継[8]し、情報機器等の法人向けレンタル事業を展開していた株式会社日立リースレントを吸収合併[9]。
  - 5月 - 積水ハウス及び大和ハウス工業との3社合弁で住宅金融事業に特化した日本住宅ローン株式会社を設立。同年10月に営業を開始する[10]。
  - 10月 - 東京都23区内及び神奈川県で営む自動車ファイナンス事業を会社分割（分社型吸収分割）により日立キャピタルオートリース株式会社へ承継[11]。
- 2004年（平成16年）
  - 1月 - ユナム・ジャパン傷害保険株式会社を完全子会社化[12]。同年4月に日立キャピタル損害保険株式会社に商号変更する[13]。
  - 4月 - オート支店のエリアを対象とする自動車ファイナンス事業を会社分割（分社型吸収分割）により日立キャピタルオートリース株式会社へ承継[14]。
  - 6月 - 井関農機グループとの業務提携の一環として、同社の連結子会社であるアイセック株式会社のクレジット事業を新設分割によって設立されたヰセキクレジット株式会社の発行済株式の90%を取得[15]（なお、2008年12月に井関農機株式会社より同社保有分をすべて取得し、完全子会社化する）。
  - 10月 - 神奈川県綾瀬市のショッピングセンター開発に係る新会社として、日立キャピタル綾瀬SC株式会社を設立[16]。
- 2005年（平成17年）4月 - 信託事業に向けた準備会社として日立キャピタル信託株式会社を設立。同年9月に信託業免許を取得し、同年10月より営業開始[17]。
- 2006年（平成18年）10月 - 日立カードサービス株式会社を吸収合併[18]。
- 2007年（平成19年）7月 - 神奈川県横浜市のショッピングセンター開発に係る新会社として、権太坂スクエア株式会社を設立[19]。
- 2009年（平成21年）
  - 4月 - ヰセキキャピタル株式会社を吸収合併[20]。
  - 5月 - ギフトカード事業を会社分割（簡易吸収分割）により株式会社ジェーシービーへ承継[21]。
  - 7月 - 関連会社でファクタリング事業を行うファイナンシャルブリッジ株式会社の株式を追加購入し、子会社化[22]。
- 2010年（平成22年）1月 - 日立キャピタル綾瀬SC株式会社、権太坂スクエア株式会社を吸収合併[23]。
- 2011年（平成23年）
  - 10月 - 三菱東京UFJ銀行（現・三菱UFJ銀行）の子会社である株式会社日本ビジネスリースの発行済株式総数の40%を譲受[24]。
  - 11月 - 住友三井オートサービスとの業務・資本提携契約締結[25]。
- 2012年（平成24年）10月 - Hitachi Capital Canada Corp.を設立。
- 2013年（平成25年）
  - 4月 - 日本ビジネスリースについて、三菱東京UFJ銀行が所有していた同社株式の全数を取得し、完全子会社化[26]。2014年8月に日立キャピタルNBL株式会社に商号変更する[27]。
  - 9月 - 日立商業保理(中国)有限公司を設立。
- 2014年（平成26年） - 9月 - 本社を西新橋スクエアに移転（なお、グループ会社7社の機能も同所へ移転・集約された）。
- 2016年（平成28年）
  - 3月 - 日立サステナブルエナジー株式会社を設立。
  - 5月 - 三菱UFJフィナンシャル・グループ及び三菱UFJリースとの業務提携・資本提携に合意。
  - 10月 - 日立製作所および三菱UFJフィナンシャル・グループの持分法適用関連会社となる。
- 2017年（平成29年）
  - 4月 - 沖縄日立キャピタル株式会社を吸収合併[28]。
  - 10月 - グループ内でのベンダーソリューション事業（販売店契約を締結するなどして提携関係にあるベンダー（販売店）の販売促進等のニーズに対して、リースやクレジットにとどまらず幅広いソリューションを提供する事業）の集約化に着手し、ヘルスケア事業の一部及びアグリ事業におけるフロント機能を日立キャピタルNBL株式会社へ集約[29]。
- 2018年（平成30年）
  - 1月 - 情報・通信分野におけるベンダーソリューション事業を会社分割（簡易吸収分割）により日立キャピタルNBL株式会社へ承継[30]。
  - 10月 - ライフソリューション分野におけるベンダーソリューション事業を会社分割（簡易吸収分割）により日立キャピタルNBL株式会社へ承継[31]。
- 2021年（令和3年）
  - 3月 - 上場廃止。
  - 4月 - 三菱UFJリースへ吸収合併され、三菱HCキャピタル株式会社となる。

## 主要グループ会社
国内
- 日立キャピタル債権回収株式会社
- 日立キャピタルサービス株式会社
- 日立キャピタルオートリース株式会社
- 日立トリプルウィン株式会社
- 積水リース株式会社
- 日立キャピタル損害保険株式会社
- 日立キャピタルコミュニティ株式会社
- 日立キャピタル信託株式会社
- 第一信用保証株式会社
- 日立キャピタルNBL株式会社
- 日立グリーンエナジー株式会社
- 日立ウィンドパワー株式会社
- 日立サステナブルエナジー株式会社
- ジャパン・インフラストラクチャー・イニシアティブ株式会社（持分法適用会社）

海外
- Hitachi Capital (UK) PLC
- Hitachi Capital Polska Sp. z o.o.
- Hitachi Capital Mobility Holding Netherlands B.V.
- Maske Fleet GmbH
- Maske Langzeit-Vermietung GmbH
- Hitachi Capital America Corp.
- Hitachi Capital Canada Corp.
- CLE Capital Inc.
- Hitachi Capital (Hong Kong) Ltd.
- Hitachi Capital Management (China) Ltd.
- 日立租賃（中国）有限公司
- 日立商業保理(中国)有限公司
- Hitachi Capital Asia Pacific Pte. Ltd.
- Hitachi Capital (Thailand) Co., Ltd.
- Hitachi Capital Malaysia Sdn. Bhd.
- PT. Arthaasia Finance
- PT. Hitachi Capital Finance Indonesia